# Oreobates lundbergi
Oreobates lundbergi is een kikker uit de familie Strabomantidae en werd voor het eerst wetenschappelijk beschreven door Pavel Lehr in 2005. De soort komt voor in centraal Peru in de provincie Paucartambo op hoogtes van 1800 tot 2760 meter boven het zeeniveau.